# Baron Mountevans

Wappen der Barone Mountevans

Baron Mountevans, of Chelsea in the County of London, ist ein erblicher britischer Adelstitel in der Peerage of the United Kingdom.

## Verleihung
Der Titel wurde am 13. November 1945 durch Letters Patent für den Antarktisforscher und Admiral der Royal Navy Sir Edward Evans geschaffen. Dieser hatte unter anderem Robert Falcon Scott auf seiner tragischen Terra-Nova-Expedition unterstützt.
Heutiger Titelinhaber ist seit 2014 sein Enkel Jeffrey Evans als 4. Baron.

## Liste der Barone Mountevans (1945)
- Edward Ratcliffe Garth Russell Evans, 1. Baron Mountevans (1880–1957)
- Richard Andvord Evans, 2. Baron Mountevans (1918–1974)
- Edward Patrick Broke Evans, 3. Baron Mountevans (1943–2014)
- Jeffrey Richard de Corban Evans, 4. Baron Mountevans (* 1948)

Voraussichtlicher Titelerbe (Heir apparent) ist der ältere Sohn des aktuellen Titelinhabers, Alexander Evans (* 1975).